# Charles Godran
Charles Godran, né à Dijon au 16e siècle et mort en 1577, est un écrivain, chanoine et humaniste bourguignon. Il est l'auteur de plusieurs tragédies en latin, de textes religieux et de dédicaces politiques. 

## Biographie
Charles Godran naît au 16e siècle à Dijon. Il est écrivain et un homme religieux, chanoine de la Sainte-Chapelle de Dijon, curé de Montbard et doyen de Saint-Jean,. Il appartient à la famille des Godran, une importante famille dijonnaise qui exerce des fonctions publiques et juridiques dès le début du XVe siècle.

## Œuvre
Les écrits de Godran témoignent de l’effervescence intellectuelle qui anime la Bourgogne au 16e siècle. Son abondante production se caractérise par le traitement de thèmes religieux, tirés principalement des récits de l'Ancien Testament. 
Dans son Misterium Evangelicum, il écrit sur les tentations du Christ présentes dans l’Évangile selon Matthieu. 
Les figures bibliques tel que Suzanne et Judith, protagonistes de deux œuvres homonymes, deviennent des symboles du combat moral et spirituel à une époque marquée par les Guerres de Religion. Il rédige dans ce contexte, une dédicace dans Susanna à Élisabeth d'Autriche, qui incarne aux yeux des catholiques un modèle de piété et de moralité. La dédicace permet à Godran de placer son texte sous la protection symbolique d’une souveraine considérée comme exemplaire, tout en affirmant son propre attachement aux valeurs de la foi et de la justice. Ses opinions religieuses apparaissent également dans le poème funèbre consacré à la mort de François de Guise, responsable de plusieurs massacres contre les huguenots (comme le massacre de Wassy) et présenté par Godran comme un chef épique. 
Ses œuvres révèlent également sa position pro-monarchiste, ce qui l’amène à dédier de nombreux poèmes à des membres de la famille royale lors d'événements spéciaux : l'arrivée de Charles IX à Dijon, la mort d'Henri II célébrée par l'éloge de sa veuve Catherine de Médicis, l'épithalame pour Charles IX et Élisabeth d'Autriche. 
Entre 1565 et 1572, il est également l'auteur de plusieurs tragédies en latin. 

## Hommage
La rue des Godrans à Dijon est nommée en l'honneur des membres de cette famille, dont Charles Godran.

## Publications
- (la) Charles Godran, Epicedium in praematuram, immeritam, et omnibus saeculis deplorandam mortem Francisci a Lotharingia, Guisiani Ducis [« Poème funèbre pour la mort prématurée, imméritée et à déplorer pour tous les siècles de François de Lorraine, duc de Guise »], Dijon, Jean Desplanches, 1564 (lire en ligne)
- (la) Charles Godran, De auspicato regis Caroli IX in urbem Diuionem bene atque feliciter excepti ingressu. Euphemia, sive gratulatorium carmen [« Sur la bonne entrée du roi Charles IX dans la ville de Dijon où il a été heureusement et chaleureusement accueilli. Poème de bon augure, ou de félicitations »], Dijon, Jean Desplanches, 1564
- (la) Charles Godran, Historia crucis dominicae, quam passionem vocant, versibus heroicis expressa, ex D. Joannis 18 et 19 capitibus, adjectis aliquot per transennam ex sacris litteris [« Histoire de la croix du Seigneur, que l’on appelle passion, exprimée en vers héroïques, tirée des chapitres 18 et 19 de saint Jean, avec quelques ajouts tirés des Écritures saintes »], Dijon, Jean Desplanches, 1565 (lire en ligne)
- (la) Charles Godran, Mysterium evangelicum in dialogos distinctum [« Mystère évangélique séparé en dialogues »], Dijon, Jean Desplanches, 1569 (lire en ligne)
- (la) Charles Godran, Judith vidua historia heroicis versibus expressa [« Histoire de la veuve Judith, exprimée en vers héroïques »], Dijon, Jean Desplanches, 1569 (lire en ligne)
- (la) Charles Godran, Susanna, Helchiae filia, Tragica-Comaedia, heroicis versibus expressa, ex cap. 13 Danielis [« Suzanne, fille de Helchias, Tragico-Comédie, exprimée en vers héroïques, tirée du chapitre 13 du livre de Daniel »], Dijon, Jean Desplanches, 1571 (lire en ligne)
- (la) Charles Godran, Thobiae Nepthalii, Raphaele Archangelo praenuncio, foelix epithalamium. In argumentum foelicissimi Epithalami Caroli noni Francorum regis ac Isabellae Austrasiae [« Épithalame sur l’heureux mariage de Tobie de Nephtali, annoncé par l’Archange Raphaël. Sur le sujet du très heureux mariage de Charles IX, roi des Francs, et d’Élisabeth d’Autriche »], Dijon, Jean Desplanches, 1571 (lire en ligne)
- (la) Charles Godran, Sacrificii Abrahami hypotyposis, sive imaginaria representatio, ex gene. XXI et XXII cap [« Description du sacrifice d’Abraham, hypotypose imagée, tirée des chapitres XXI et XXII de la Genèse »], Dijon, Jean Desplanches, 1572 (lire en ligne)